# Settimio Piacentini
Settimio Piacentini (Tarano, 6. siječnja 1859. – San Polo Sabino, 2. studenog 1921.) je bio talijanski general i vojni zapovjednik. Tijekom Prvog svjetskog rata zapovijedao je I. korpusom, te 5. armijom i 2. armijom na Talijanskom bojištu.

## Vojna karijera
Settimio Piacentini je rođen 6. siječnja 1859. godine u Taranu. Sin je Tommasa i Felicite Piacentini rođ. Saluzzi. Vojnu školu počinje pohađati 1876., te završava 1879. godine. Potom pohađa vojnu akademiju. Po okončanju školovanja u istoj u lipnju 1881. promaknut je u čin poručnika. U čin satnika promaknut je u rujnu 1886., u čin bojnika unaprijeđen je u ožujku 1894., dok čin potpukovnika dostiže u siječnju 1898. godine. Od travnja 1896. vojni je povjerenik zadužen za željezničke linije, dok je u srpnju 1903. promaknut u čin pukovnika. Tijekom vojne karijere zapovijeda brigadom Calabria, predaje u vojnoj školi, te služi u ministarstvu rata. U prosincu 1909. unaprijeđen je u čin general bojnika, da bi u svibnju 1911. bio imenovan pobočnikom kralja Viktora Emanuela III. koju dužnost obnaša do rujna 1913. godine. Godinu dana poslije, u rujnu 1914., promaknut je u čin general poručnika.

## Prvi svjetski rat
Na početku neprijateljstava Piacentini zapovijeda 32. teritorijalnom divizijom. Međutim, već u lipnju 1915. preuzima zapovjedništvo nad I. korpusom zamijenivši na tom mjestu Ottavija Ragnija. Navedenim korpusom zapovijeda do ožujka 1916. kada je imenovan zapovjednikom XVI. korpusa koji se nalazio u Albaniji. Šesnaestim korpusom zapovijeda svega tri mjeseca, do lipnja 1916., kada je tijekom Tirolske ofenzive imenovan zapovjednikom 5. armije. Nakon što je navedena armija rasformirana, postaje zapovjednikom 2. armije kojom zapovijeda tijekom Sedme, Osme i Devete bitke na Soči. U lipnju 1917. ponovno preuzima zapovjedništvo nad I. korpusom zamijenivši na tom mjestu Gaetana Giardina. Zapovijedajući navedenim korpusom ističe se u obrani Monte Grappe nakon Kobaridske ofenzive za što je i odlikovan. Prvim korpusom zapovijeda sve do kraja rata.

## Poslije rata
Po završetku rata Piacentini je ponovno upućen u Albaniju. U Albaniji zapovijeda talijanskim snagama u Valonskom ratu koji je rezultirao talijanskim povlačenjem iz Valone. U lipnju 1921. imenovan je senatorom. Preminuo je 22. studenog 1921. u 63. godini života u San Polo Sabinu.

## Vanjske poveznice
(tal.) Settimio Piacentini na stranici Treccani.it

(tal.) Settimio Piacentini na stranici Senato.it  Arhivirana inačica izvorne stranice od 20. ožujka 2021. (Wayback Machine)